# 제 위왕
제 위왕(齊 威王, ? ~ 기원전 320년)은 중국 전국 시대 제나라의 제 4대 군주(재위 : 기원전 356년 ~ 기원전 320년)이다. 성은 규(嬀), 씨는 전(田), 휘는 인제(因齊), 또는 영제(嬰齊)이다. 이 때부터 제나라 군주는 후작이나 공작이 아닌 왕을 칭하였다.

## 생애
군위에 오르자 9년 동안 정치를 경대부(卿大夫)에게 맡기고 제후들은 서로 싸우는 등 나라가 제대로 다스려지지 않았다. 나중에 힘껏 정치를 바로하고 군대를 정비하면서 추기(鄒忌)를 재상, 전기(田忌)를 장군, 손빈(孫臏)을 군사(軍師)에 기용했다. 아버지를 이어 임치(臨淄) 직하(稷下)에 학궁(學宮)을 설치하여 각국의 학자를 초빙해 정치를 논하게 하고, 인재를 선발해 기용하자 국력이 나날이 부강해져 갔다.
16년 위(魏)나라 군대를 계릉(桂陵)에서 대패시켰다. 이어 마릉(馬陵) 전투에서 위(魏)나라를 격파하고 위나라 태자 신(申)을 포로로 잡았으며, 방연(龐涓)을 살해했다.
기원전 334년에 서주(徐州)에서 위 혜왕을 만나 서로 높여 왕이라 했다. 왕으로 칭했어도 주나라에 제후의 예를 갖춰 조례하였다. 재위 기간은 37년이다.
| 전 임 환공 오 | 제4대 제 (전제)국왕 기원전 356년 ~ 기원전 320년 | 후 임 선왕 벽강 |